# Байловское
Байловское — село в Брейтовском районе Ярославской области России. Входит в состав Севастьянцевского сельского округа Гореловского сельского поселения.

## География
Село находится в северо-западной части области, в подзоне южной тайги, на правом берегу реки Сити, к западу от автодороги 78Н-0152, на расстоянии примерно 14 километров (по прямой) к югу от села Брейтово, административного центра района. Абсолютная высота — 139 метров над уровнем моря.

### Климат
Климат характеризуется как умеренно континентальный, с относительно тёплым влажным летом и умеренно холодной зимой. Среднегодовая температура воздуха — 3,2 °C. Средняя температура воздуха самого холодного месяца (января) — −11 °C (абсолютный минимум — −38 °C), средняя температура самого тёплого (июля) — 18 °С (абсолютный максимум — 37 °С). Безморозный период длится около 133 дней. Годовое количество атмосферных осадков составляет 597 мм, из которых большая часть (около 418 мм) выпадает в тёплый период.

## История
Церковь села Байловского существовала с 1797 года с двумя престолами: Введения во храм Пресвятой Богородицы и св. чудотворца Николая. 
В конце XIX — начале XX века село входило в состав Покровско-Ситской волости Мологского уезда Ярославской губернии.
С 1929 года село входило в состав Севастьянцевского сельсовета Брейтовского района, с 2005 года — в составе Гореловского сельского поселения.

## Население
| 1859 | 1914 | 2002 | 2007 | 2010 |
| ---- | ---- | ---- | ---- | ---- |
| 172  | ↗275 | ↘8   | ↘2   | ↗4   |

### Национальный состав
Согласно результатам переписи 2002 года, в национальной структуре населения русские составляли 100 % из 8 чел.

## Достопримечательности
В селе расположена недействующая Церковь Введения во храм Пресвятой Богородицы (1797).